# ГЕС Піт 4
ГЕС Піт 4 — гідроелектростанція у штаті Каліфорнія (Сполучені Штати Америки). Знаходячись між ГЕС Піт 3 (вище по течії) та ГЕС Піт 5, входить до складу каскаду на річці Піт, яка перетинає південну частину Каскадних гір та впадає ліворуч до Сакраменто (завершується у затоці Сан-Франциско).
В межах проекту річку перекрили бетонною греблею висотою 35 метрів, яка має гравітаційну та контрфорсну секції довжиною 65 та 62 метри відповідно. Вона утримує невелике водосховище з площею поверхні 0,42 км2 та об’ємом 2,43 млн м3 (корисний об’єм 1,7 млн м3).
Зі сховища під правобережним масивом прокладено дериваційний тунель довжиною 6,5 км з діаметром 5,8 метра, який переходить у два напірні водоводи довжиною по 0,24 км зі спадаючим діаметром від 3,7 до 2,7 метра. 
Основне обладнання станції становлять дві турбіни типу Френсіс потужністю по 47,5 МВт, які використовують перепад висот між верхнім та нижнім б’єфом у 71 метр та в 2017 році забезпечили виробітку 375 млн кВт-год електроенергії.